# Načrtovanje za vse (v IKT)
Obstaja več definicij termina načrtovanje za vse (oziroma univerzalnega načrtovanja, kot termin formulirajo v anglosaksonskem svetu), npr.:
- "Načrtovanje proizvodov in okolij, ki so brez vsakršnih sprememb ali prilagoditev uporabni za kar najširši krog ljudi." (The Trace Center)[1],

- "Načrtovanje proizvodov, storitev in okolij, ki jih lahko uporablja kar najširši krog ljudi, ne glede na starost ali fizične lastnosti (npr. telesno višino, zmožnosti vida in sluha ter mobilnosti rok)"[2],

- "Načrtovanje za vse v informacijski družbi pomeni zavestno in sistematično prizadevanje za proaktivno uveljavljanje principov, metod in orodij za razvoj proizvodov in storitev s področja informacijskih in telekomunikacijskih tehnologij (ITkT), ki so dostopne in uporabne za vse ljudi in ne zahtevajo naknadnih prilagoditev ali posebnega načrtovanja." (Stephanidis et al., 2001)[3],

- "Načrtovanje za vse pomeni načrtovanje za raznolikost med ljudmi, socialno vključenost in enakopravnost" (EIDD Stockholm Declaration, 2004).

V kontekstu informacijskih in komunikacijskih tehnologij (IKT) načrtovanje za vse ne pomeni ustvarjanja enotne rešitve za vse ljudi, temveč označuje pristop, pri katerem so v središču pozornosti uporabnikove potrebe oziroma razvoj proizvodov, ki so primerni za čim širši nabor zmožnosti, veščin, zahtev in želja ljudi. Rezultat tovrstnega razvojnega procesa praviloma ni zgolj ena rešitev, marveč širši nabor alternativ, pri čemer je vsaka različica namenjena svojemu specifičnemu krogu uporabnikov oziroma je najprimernejša za dani način uporabe.

## Sorodni koncepti
Podporne tehnologije, e-dostopnost, univerzalno načrtovanje, vključujoče načrtovanje so sorodni koncepti, ki podpirajo e-vključenost.
Težave z dostopnostjo IKT so se sprva praviloma reševale s prilagajanjem posameznih rešitev. Ta pristop je vključeval uporabo podpornih tehnologij, ki so invalidu omogočile uporabo proizvoda oziroma storitve.

## Prednosti in izzivi
Dokument Evropske komisije "Communication on e-Accessibility"  je določil poglavitne praktične izzive ter tržne, zakonodajne in politične vidike izboljševanja stanja na področju e-dostopnosti in e-vključenosti v Evropi. Evropska komisija predlaga sočasno delovanje v treh smereh:
- zahteve v zvezi z dostopnostjo v postopkih javnega naročanja,
- uvajanje certifikatov dostopnosti,
- boljša izraba obstoječe zakonodaje.

Iz tega sledijo naslednji izzivi:
- sprejetje zakonskih določil, ki dopolnjujejo oziroma izboljšujejo obstoječe predpise,
- sodelovanje z industrijo IKT,
- učinkovito testiranje in ocenjevanje rešitev,
- uvajanje usklajenih standardov,
- ustvarjanje učnih in študijskih programov o načrtovanju za vse,
- spodbuda nadaljnjim raziskavam na dotičnem področju.

Obširnejšo razpravo o prednostih in izzivih s področja načrtovanje za vse v IKT najdete v dokumentih "EDeAN White Paper" (2005) in "Report on the impact of technological developments on eAccessibility", ki je eden od rezultatov projekta DfA@eInclusion.

## Zakonodajno ozadje
Trenutno politiko v zvezi z dostopnostjo v Evropi določa iniciativa i2010. Iniciativo "i2010 - evropska informacijska družba za rast in zaposlovanje" je sprožila Evropska komisija za učinkovitejše spoprijemanje s ključnimi izzivi in razvojem v informacijski družbi in medijih do leta 2010. Iniciativa promovira odprto in konkurenčno digitalno gospodarstvo in poudarja IKT kot motor vključenosti in kakovosti življenja. Iniciativa obsega razne politične vzvode EU za spodbujanje razvoja digitalnega gospodarstva, kot so regulacije, raziskave in partnerstva z deležniki.
Ključne komponente zakonodajnih določil naslavljajo naslednja področja:
- enakopravnost in nediskriminacija,
- telekomunikacije in informacijska družba,
- javno naročanje,
- avtorske pravice,
- varovanje zasebnosti.

## Smernice in standardi
V ZDA, Avstraliji, na Japonskem in v EU se uveljavljajo vedno nova zakonodajna določila, ki naslavljajo ustanove in podjetja tako v javnem kot v zasebnem sektorju. Njihov namen je zagotoviti ustrezno stopnjo dostopnosti in uporabnosti proizvodov in storitev, ne le za "standardne" uporabnike, ampak tudi za druge, kot so starejši in invalidi. Tehnične zahteve za rešitve IKT so praviloma aktualne le določen čas, zato bi bilo njihovo neposredno povzemanje v zakonodaji nesmiselno. Zakonodajna besedila se zato običajno sklicujejo na (mednarodno) uveljavljene standarde.

### Trenutno stanje
Akcijska načrta EU eEurope2002 in i2010 eksplicitno omenjata standardizacijo na področju načrtovanja za vse. Posledično se je pojavilo več vzporednih dejavnosti, npr.:
- vzpostavitev koordinacijskih delovnih skupin in organizacij,
- demokratizacija samih standardizacijskih procesov,
- naraščajoč vpliv neformalnih standardizacijskih teles,
- vzpostavitev forumov za diskusijo o standardizaciji in razširitev razprave zunaj kroga poklicnih sodelavcev.

### Ključni standardi s področja načrtovanja za vse v IKT
- ETSI EG 202 116 V1.2.2 (2009-03); ETSI Guide Human Factors (HF); Guidelines for ICT products and services; "Design for All"[10]

- Web Content Accessibility Guidelines (WCAG) 2.0

Smernice za dostopno načrtovanje spletnih vsebin (angl. Web Content Accessibility Guidelines (WCAG) 2.0) pokrivajo širok nabor priporočil za boljšo dostopnost spletnih vsebin. Upoštevanje teh smernic prinaša mnoge prednosti invalidom, med njimi slepim in slabovidnim, gluhim in naglušnim, osebam z učnimi težavami, kognitivnimi motnjami, gibalno oviranim, osebam z motnjami govora ter nasploh ljudem z raznimi kombinacijami naštetih invalidnosti. Poleg tega so vsebine, skladne z omenjenimi smernicami, tudi v splošnem bolj uporabniku prijazne.

## Področja uporabe
Področja, kjer je zaželeno aplicirati načela načrtovanja za vse v IKT, vključujejo tako rekoč vse vidike, povezane z IKT.
Pomembnost posameznega področja uporabe je odvisna od njegove vloge pri vzpostavljanju skladne in socialno sprejemljive informacijske družbe, pa tudi od obsega človekovih aktivnosti, ki so z njim povezane. Ključna področja uporabe, povezana z načrtovanjem za vse, so med drugim naslednja:
- vseživljenjsko učenje,
- javni informacijski sistemi, terminali in informacijske rešitve (npr. avtomati, sistemi pametnih domov),
- transakcijske storitve (npr. bančništvo),
- aplikacije in storitve za elektronsko poslovanje,
- javne storitve (npr. javna uprava, administracija, transport, zdravstvo, skrb za starejše),
- orodja za informacijske storitve z dodano vrednostjo (npr. kreiranje, shranjevanje, priklic in izmenjava uporabniških izkušenj, pogledov in mnenj)
- varnost.

## Izobraževanje
Razvoj ustreznih izobraževalnih programov lahko pomembno pripomore k večji ozaveščenosti in upoštevanju načel načrtovanja za vse. Obstaja potreba po strokovnjakih, ki so pridobili ustrezna znanja na tem področju, prav tako pa je nujno, da zaposleni v industriji IKT pridobijo dodatna znanja in veščine, povezane z načrtovanjem za vse. Trenutno je moč najti le redke univerzitetne programe, ki se posvečajo načrtovanju za vse (ali univerzalnem načrtovanju) ali pa vsaj eksplicitno vsebujejo kak predmet oziroma učni modul, posvečen tej problematiki. Z reševanjem problema pomanjkanja izobraževalnih vsebin s tega področja se je ukvarjal projekt DfA@eInclusion, v okviru katerega sta nastali dve učni vsebini:
- prvostopenjski predmet, ki študente seznani z etičnimi in družbenimi vidiki načrtovanja za vse ter njegovo vlogo pri izboljševanju dostopnosti in vključenosti v informacijski družbi;

- drugostopenjski dveletni študijski program, ki študentom poda ustrezno znanje ter osebne in strokovne veščine in kompetence za načrtovanje, razvoj, implementacijo, evalvacijo in upravljanje s širokim naborom rešitev IKT, ki morajo biti skladne z načeli in praksami načrtovanja za vse[14].

Z vpeljavo tovrstnih programov se že ukvarjajo v nekaterih izobraževalnih ustanovah, med njimi sta univerzi Middlesex , Velika Britanija in Univerza v Linzu , Avstrija. Ključne teme so razumevanje človekovih pravic, uvajanje standardov, uredb in zakonodaje, načrtovanje in razvoj podpornih tehnologij ter izboljševanje dostopnosti proizvodov in storitev široke potrošnje.
Dostopnost spleta je ključna pri dostopu do informacijske družbe. Pri tem so pomembne informacije in smernice Pobude za dostopnost spleta Konzorcija za dostopnost spleta (World Wide Web Consortium's Web Accessibility Initiative (WAI)), kot tudi relevantni spletni viri oziroma tečaji (npr. Opera's Web Standards Curriculum).
Projekt DfA@eInclusion se je ukvarjal tudi s komplementarnimi izobraževalnimi vsebinami, namenjenimi strokovnjakom iz industrije IKT. V okviru projekta je bil izdelan podroben učni načrt, ki je trenutno v postopku dodelave v CEN Workshop Agreement. Delavnica CEN "Curriculum for training professionals in Universal Design (UD-Prof)" je bila vzpostavljena maja 2009. Skladno s pravili za delavnice CEN je pri tem vsem zaintersiranim strankam na voljo možnost razprave in izboljšav omenjenega predmetnika za strokovnjake IKT.

## Primeri dobre prakse
- Spletni brskalnik Opero so načrtovali tako, da je dostopna kar se da širokemu krogu uporabnikov, torej skladno z načeli načrtovanja za vse.

- Zvočne knjige so dober primer načrtovanja za vse, ker omogočajo branje knjig s poslušanjem. Tako rekoč vsakdo, ki nima težav s sluhom, lahko uporablja zvočne knjige pri sprostitvi, učenju in iskanju informacij.

- E-uprava uporablja IKT za ponujanje storitev javne uprave ter poslovanje s strankami in upravnimi telesi.

- Dvigala predstavljajo alternativni način za dostopanje do nadstropij v stavbah. Sodobna dostopna dvigala uporabljajo IKT za prilagajanje različnim tipom uporabnikov. Hitrost zapiranja vrat je nastavljiva, kar omogoča varno vstopanje in izstopanje, skladno s potrebami potnikov. Gumbi za upravljanje dvigala se na pritisk odzivajo z zvočnimi in svetlobnimi signali, kar olajša rokovanje ljudem z različnimi vrstami invalidnosti. Slepim so v pomoč reliefne tipke. Opisi funkcij v Braillovi pisavi so nameščeni poleg tipk, kar preprečuje, da bi ob branju nanje nehote pritisnili. Zasilna komunikacijska povezava omogoča govorno in vizualno interakcijo. Rešitve za samodejno prepoznavo oseb (npr. RFID, prepoznava obraza) ter daljinski upravljalniki dodatno izboljšujejo uporabnost sodobnih dvigal, ki jih tako lahko uporablja skoraj vsakdo.

- Orodje Inclusive Design Toolkit[21] opisuje primere, kako lahko v praksi implementiramo pravila načrtovanja za vse

- Drugi primeri načrtovanja za vse v IKT so na voljo v repozitoriju EDeAN's Education and Training Resource[22].

## Sorodne mreže in projekti

##### EDeAN[23]
Evropska mreža za načrtovanje za vse in e-dostopnost (European Design for All e-Accessibility Network - EDeAN) je mreža 160 organizacij iz držav članic EU. Njen cilj je uresničevanje dostopnosti informacijske družbe za vse ljudi. EDeAN se ukvarja z naslednjimi aktivnostmi:
- podpira evropski forum za vprašanja na temo načrtovanja za vse skladno s cilji EU na področju e-vključenosti,

- dviguje ozaveščenost v javnem in zasebnem sektorju,

- vzdržuje spletne vire na temo načrtovanja za vse.

EDeAN vodi sekretariat, ki se rotira letno, v praksi pa ga vsakokrat sestavi
nacionalni kontaktni center (National Contact Centre – NCC) iz ene od držav,
zastopanih v mreži.

##### EIDD - Design for All Europe[24]
EIDD - Design for All Europe pokriva celotno področje teorije in prakse v zvezi z načrtovanjem za vse, in sicer od projektiranja stavb in industrijskih proizvodov do načrtovanja storitev in komunikacijskih sistemov. Organizacija se v celoti financira z lastnimi sredstvi, ustanovljena pa je bila leta 1993 pod imenom "European Institute for Design and Disability (EIDD)". Ukvarja se s promoviranjem principov načrtovanja za vse v poslovnih in administrativnih okoljih, kjer je raven tosmerne ozaveščenosti nezadostna. Trenutno ima članske organizacije v 22 evropskih državah, cilj pa ostaja spodbujanje sodelovanja med strokovnjaki s področja načrtovanja za vse, drugimi oblikovalci in načrtovalci rešitev ter vsemi skupinami ljudi, ki jim upoštevanje načel načrtovanja za vse izboljšuje kakovost življenja.

### Primeri raziskovalnih projektov s področja e-vključenosti, financiranih s strani EU
- Design for all for e-Inclusion (DfA@eInclusion)[25]

Gre za podporni projekt mreže EDeAN. Cilj projekta je razvoj strokovnih izobraževanj o načrtovanju za vse za industrijo, zasnova izobraževalnih modulov in predmetnikov pred- in podiplomskega študija načrtovanja za vse ter vzpostavitev spletne baze znanja o načrtovanju za vse.
- DIADEM: Delivering Inclusive Access for Disabled or Elderly Members of the Community[26]

Cilj projekta je razvoj prilagodljivega vmesnika za spletni brskalnik, ki je v pomoč ljudem z zmanjšanimi kognitivnimi zmožnostmi in ga je možno uporabljati doma in pri delu.
- I2Home: Intuitive interaction for everyone with home appliances based on industry standards[27]

Projekt se ukvarja z razvojem univerzalnega daljinskega upravljanja za krmiljenje vsakdanjih naprav v domu.
- SHARE-IT: Supported Human Autonomy for Recovery and Enhancement of cognitive and motor abilities using Information Technologies[28]

V okviru tega projekta nastajajo razširljivi in prilagodljivi programski dodatki, ki omogočajo integracijo podpornih naprav in aplikacij v inteligentna bivalna okolja.
- HaH: Hearing at Home[29]

Ta projekt se ukvarja s podpornimi napravami nove generacije, ki slušno prizadetim omogočajo polno vključenost v informacijsko družbo.
- CogKnow: Helping people with mild dementia navigate their day[30]

Cilj projekta CogKnow je razvoj prototipa kognitivne protetične naprave, ki ljudem z demenco pomaga pri vsakdanjih opravilih.
- MonAmi: Mainstreaming Ambient Intelligence[31]

Projekt si prizadeva za prodor prvin e-dostopnosti v naprave in storitve množične potrošnje. Cilj je razvoj tehmologij, ki bi starejšim in invalidom omogočile daljše življenje na svojem domu oziroma v okviru svojih skupnosti.
- USEM: User Empowerment in Standardisation[32]

Cilj projekta je izobraževanje končnih uporabnikov o temah, povezanih s standardizacijo, in s tem širjenje kroga aktivnih udeležencev pri standardizacijskih aktivnostih v IKT.
- VAALID: Accessibility and Usability Validation Framework for AAL Interaction Design Process[33]

Cilj projekta je zasnova orodij za modeliranje in simulacijo, ki optimizirajo proces preverjanja uporabniške izkušnje, uporabnosti in dostopnosti rešitev v podpornih bivalnih okoljih.
- PERSONA: Perceptive Spaces promoting Independent Aging[34]

Cilj projekta je nadaljnji razvoj rešitev v podpornih bivalnih okoljih, ki so cenovno sprejemljive, enostavne za uporabo in komercialno vzdržne. V okviru projekta nastaja integrirana platforma, ki povezuje različne naprave in storitve, namenjene socialni vključenosti, podpori pri vsakdanjih opravilih, zgodnjemu odkrivanju tveganj, varovanju oseb pred zdravstvenimi tveganji in škodljivimi vplivi okolja ter podpori pri transportu oseb. Vse naštete rešitve izboljšujejo kakovost življenja uporabnikov.